# Santo Antônio dos Milagres
Santo Antônio dos Milagres is een gemeente in de Braziliaanse deelstaat Piauí. De gemeente telt 2.032 inwoners (schatting 2009).
De gemeente grenst aan São Gonçalo do Piauí, Jardim do Mulato, Angical do Piauí, São Gonçalo do Piauí, Jardim do Mulato en Angical do Piauí.